# Euploea donovani
Euploea donovani är en fjärilsart som beskrevs av Felder 1865. Euploea donovani ingår i släktet Euploea och familjen praktfjärilar. Inga underarter finns listade i Catalogue of Life.